# Nebula (geslacht)
Nebula is een geslacht van vlinders van de familie spanners (Geometridae).

## Soorten
- N. achromaria (de La Harpe, 1853)
- N. ibericata (Staudinger, 1871)
- N. nebulata (Treitschke, 1828)
- N. numidiata (Staudinger, 1892)
- N. schneideraria (Lederer, 1855)
- N. senectaria (Herrich-Schäffer, 1852)